# Spór wokół zmiany czasu w Libanie

Flaga Libanu

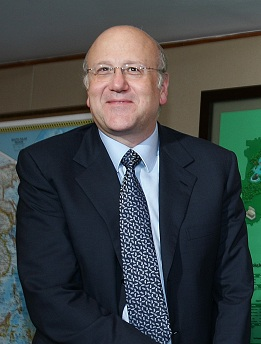
Nadżib Mikati

Spór wokół zmiany czasu w Libanie – spór dotyczący zmiany czasu, który miał miejsce w marcu 2023 roku w Libanie.

## Geneza
W Libanie w przeciwieństwie do większości krajów Bliskiego Wschodu (a w podobieństwie do wielu krajów Europy) funkcjonuje zmiana czasu. Standardowym czasem strefowym jest czas UTC +2, a letnim czas UTC +3. 23 marca (na 2 dni przed planowaną zmianą czasu) rząd Libanu na czele z Nadżibem Mikatim z Sojuszu 8 Marca zapowiedział, że zmiana czasu będzie miała miejsce 20 kwietnia. Nie podano powodów tej decyzji i nie przeprowadzono szerokich konsultacji społecznych. Przesunięcie dnia zmiany czasu było interpretowane przez lokalne media jako gest, który miał zwiększyć poparcie muzułmanów dla rządu. Muzułmanie w czasie Ramadanu poszczą od wschodu do zachodu słońca, tym samym zachowanie czasu standardowego pozwoliło muzułmanom codzienne kończenie postu godzinę wcześniej, niż w przypadku czasu letniego.

## Skutki
Decyzja rządu spotkała się z szeroką krytyką społeczeństwa. Kościół maronicki potępił decyzję rządu i wezwał do zmienienia czasu z zimowego na letni. W związku z tym część instytucji zastosowała się decyzji rządu, a część zmieniła czas. Spowodowało to, że de facto w Libanie funkcjonowały równocześnie dwie strefy czasowe. Czas zmieniła część głównych mediów (m.in. Murr Television, OTV i LBCI, ale publiczna stacja Télé Liban tego nie zrobiła), szkoły i część przedsiębiorstw, zaś czasu nie zmieniły państwowe linie lotnicze Middle East Airlines i agencje rządowe. Decyzji rządu sprzeciwiała się większość chrześcijan i druzów, a poparła ją większość muzułmanów. Z tego powodu spór w znacznej mierze miał charakter wyznaniowy. Funkcjonowanie kraju w dwóch strefach czasowych jednocześnie spowodowało chaos w kraju (m.in. w komunikacji). 27 marca premier Nadżib Mikati ogłosił, że zmiana czasu z zimowego na letni nastąpi 29 marca. Tak też się stało, co zakończyło spór.